# Filomena Maggino
Filomena Maggino (Foggia, 1960) è una statistica italiana.
È nota per le sue ricerche in merito agli indicatori della qualità della vita, del benessere, delle disuguaglianze e della sostenibilità, nonché per le sue attività relative alla comunicazione statistica e politica, per le quali ha collaborato con organizzazioni governative. Il presidente del Consiglio italiano Giuseppe Conte (2018-2021) la nominò prima come propria consigliera per il benessere equo e sostenibile e la statistica, poi nel 2020 come membro del comitato di esperti in materia economica e sociale incaricato di gestire la cosiddetta «fase 2» dell'emergenza Covid in Italia.
Insegna Statistica sociale alla Sapienza di Roma e dirige la rivista scientifica Social Indicators Research, nonché l'Enciclopedia sulla ricerca nel campo della Qualità della Vita e del Benessere. Ha cofondato e diretto l'Aiquav, Associazione Italiana per gli Studi sulla Qualità della Vita.